# Delphinium majus
Delphinium majus là một loài thực vật có hoa trong họ Mao lương. Loài này được (W.T.Wang) W.T.Wang mô tả khoa học đầu tiên năm 1965.